# 多可町図書館
多可町図書館（たかちょうとしょかん）は、兵庫県多可郡多可町にある公共図書館。多可町が管理運営する図書館には、多可町図書館、加美図書室、八千代図書室の1館2室がある。全館の蔵書数は158,752冊（2016年2月現在）。

## 概要

### 歴史
2004年（平成16年）3月に多可郡中町図書館が中町糀屋に開館するが、翌年の2005年（平成17年）11月1日に多可郡の中町、加美町、八千代町の3町が合併して多可町が誕生する。中町図書館は多可町図書館に名称を変更する。2007年（平成19年）2月14日には、多可町図書館、加美・八千代公民館図書室のシステム統合が完了、その後、2010年（平成22年）5月に加美図書室が、翌年の2011年（平成23年）5月には八千代図書室が各コミュニティプラザ内にリニューアルオープンする。 2013年（平成25年）7月から西脇市図書館との相互返却サービスを開始、2016年（平成28年）1月19日からは加西市立図書館、加東市立図書館を加え、北播磨広域定住自立圏内での返却サービスを開始する。

#### 年表
- 1924年（大正13年）4月1日 - 町制施行により中町が発足
- 1954年（昭和29年）3月25日 - 野間谷村、大和村の合併で八千代村が発足
- 1955年（昭和30年）1月1日 - 松井庄村、杉原谷村の合併で加美村が発足
- 1960年（昭和35年）1月1日 - 町制施行により加美町、八千代町が発足
- 2004年（平成16年）3月 -  多可郡中町図書館が開館
- 2005年（平成17年）11月1日 - 中町、加美町、八千代町が合併して多可町が発足、中町図書館を多可町図書館に名称変更[2][3]
- 2007年（平成19年）2月14日 - システム統合（多可町図書館、加美・八千代公民館図書室）
- 2010年（平成22年）5月6日 - 加美図書室を加美コミュニティプラザ内にリニューアルオープン[4]
- 2011年（平成23年）5月6日 - 八千代図書室を八千代コミュニティプラザ内にリニューアルオープン[5]
- 2013年（平成25年）7月 - 西脇市図書館との相互返却サービスを開始[6]
- 2014年（平成26年）11月1日 -  図書館システムの更新
- 2014年（平成26年）12月3日 -  読書手帳を発行
- 2015年（平成27年）9月17日 - メールマガジン配信サービスを開始
- 2016年（平成28年）1月19日 - 西脇市図書館、加西市立図書館、加東市立図書館、多可町図書館では、北播磨広域定住自立圏内での返却サービスを開始
- 2017年（平成29年）4月 - 丹波市立図書館での利用登録が多可町に住民登録がある人も可能
- 2019年（平成31年）11月2日 - 図書館システムの更新

### サービス
利用登録は、多可町に在住の人、多可町に通勤、通学の人、東播磨・北播磨地域、丹波市に在住の人が対象で「としょかんカード」の作成ができる。館内に設置している蔵書検索端末やインターネットで予約・取り寄せができ、複写は所蔵資料に限り、1枚20円で複写できる。身体が不自由や高齢により来館できない人を対象に、自宅に本を配達する「本の宅配サービス」を行っている。多可町在住在勤で「利用者カード」を持っている人には、「読書手帳」を無料で提供。また、北播磨３市１町（加西市・加東市・西脇市・多可町）の図書館で借りた本は、３市１町内のどの図書館でも返却することができる。

#### 館外貸出
- 本は10冊まで、貸出期間は2週間

#### イベント
- おはなし会
- 読み聞かせ講座
- ストーリーテリング講座
- 1月：かるた会（いろはかるた・百人一首）
- 6月：多可町図書館まつり（本の展示、本のリサイクル広場、おはなし会、特産品販売、ミニ縁日ほか）
- 6月：トライやる・ウィーク（図書館業務の体験）
- 7月-8月：ビブリンピック（小学生を対象に、本を読んでクイズに答える、50冊読破に挑戦など）
- 8月：夏チャレ（絵本づくりなど）
- 9月：中学生自由研究展示
- 12月：クリスマスおはなし会、クリスマスピアノミニコンサート

## 多可町図書館
多可町図書館は、多可郡多可町中区糀屋434-11にある多可町図書館の本館。合併前の名称は、中町図書館。周辺には糀屋稲荷神社、鳳泉寺、糀屋ダムやセントラルサーキットがある。国道427号 中区坂本交差点から車で3分（1キロメートル）。1階建で多可町社会福祉協議会（本部・中支部）と併設されている。入口を入って左側にカウンター があり、利用登録や図書の貸出・返却などが出来る。同フロアーには、蔵書、閲覧席、学習室、トイレが整備されている。また、建物前には無料駐車も整備されている。

### 開館時間
- 10時から18時まで

### 休館日
- 月曜日と火曜日 （いずれかが祝日の場合は開館し、その週の水曜日が休館）
- 年末年始（12月29日から1月4日）
- 特別整理期間

## 加美図書室
加美図書室は、多可郡多可町加美区豊部250の加美コミュニティプラザ内1階にある多可町図書館の分室。合併前の名称は、加美町住民センター図書室。周辺には加美体育館、多可町立加美中学校、多可町立スポーツ施設温水プール、など公的機関があり、国道427号が近く、杉原川沿いにある。

### 開館時間
- 8時30分から22時まで

### 休館日
- 年末年始（12月29日から1月3日）
- 特別整理期間

## 八千代図書室
八千代図書室は、兵庫県多可郡多可町八千代区中野間650-1の八千代コミュニティプラザ内1階にある多可町図書館の分室。合併前の名称は、八千代町中央公民館図書室。周辺には多可町立八千代中学校、多可町消防署八千代駐在所など公的機関があり、県道143号が近く、野間川沿いにある。コミュニティプラザの玄関脇には「敬老の日提唱の地」と刻まれた石碑が建っている。

### 開館時間
- 8時30分から22時まで

### 休館日
- 年末年始（12月29日から1月3日）
- 特別整理期間